# L'Évasion du cinéma Liberté
Pour plus de détails, voir Fiche technique et Distribution.
L'Évasion du cinéma Liberté (en polonais : Ucieczka z kina „Wolność”) est un film polonais réalisé par Wojciech Marczewski, sorti en 1990.

## Synopsis
Dans la Pologne proche de la sortie du communisme, des responsables de la censure et du Parti entrent en dialogue avec les personnages présents sur l’écran du cinéma Liberté, notamment dans des scènes de La Rose pourpre du Caire de Woody Allen, où un personnage quitte l'écran pour aller dans la salle. On est dans une construction à multiples degrés de films dans le film... et de rapports entre spectateurs (simples ou ayant un rôle de censure) avec une œuvre cinématographique.

## Fiche technique
- Titre : L’Évasion du cinéma Liberté
- Titre original : Ucieczka z kina „Wolność”
- Réalisation : Wojciech Marczewski
- Scénario : Wojciech Marczewski
- Production : Andrzej Soltysik
- Musique : Zygmunt Konieczny et Jerzy Satanowski
- Photographie : Jerzy Zieliński
- Costumes : Ewa Krauze
- Format : Couleurs
- Genre : Comédie dramatique et fantastique
- Pays :  Pologne
- Durée : 92 minutes
  -  Pologne : 15 octobre 1990
  -  France : 29 avril 1992

## Distribution
- Janusz Gajos : le censeur Rabkiewicz
- Teresa Marczewska : Małgorzata
- Zbigniew Zamachowski : l’assistant du censeur
- Piotr Fronczewski : le secrétaire régional du Parti
- Władysław Kowalski : Tadeusz
- Lech Gwit : assistant du secrétaire
- Maciej Kozłowski : acteur américain
- Jerzy Gudejko : médecin dans le film Jutrzenka
- Jerzy Bińczycki : Karwański, directeur du cinéma, ancien officier des services secrets
- Michał Bajor : critique de cinéma
- Mirosława Marcheluk : journaliste
- Jan Peszek : Raskolnikow
- Krzysztof Wakuliński : mari de Małgorzata dans le film Jutrzenka
- Artur Barciś : Krzysio, caméraman
- Henryk Bista : Janik
- Ewa Wencel : assistant du censeur
- Aleksander Bednarz : le censeur

## Distinction
- Grand prix au Festival international d’Avoriaz 1992